# Dombeya leachii
Dombeya leachii är en malvaväxtart som beskrevs av Hiram Wild. Dombeya leachii ingår i släktet Dombeya och familjen malvaväxter. Inga underarter finns listade i Catalogue of Life.